# Giugiaro Ford Mustang

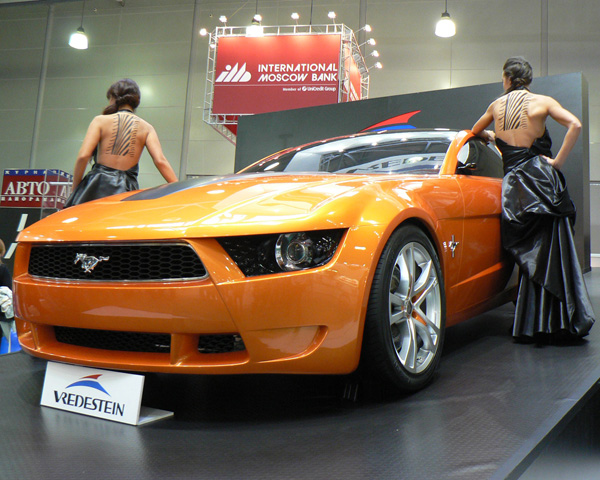
Ford Mustang Giugiaro auf der InterAuto 2007 in Moskau

Der Giugiaro Ford Mustang ist ein Konzeptfahrzeug, der auf dem Ford Mustang der fünften Generation basiert, der im Jahr 2006 auf der Los Angeles International Auto Show vorgestellt wurde. Es wurde von Italdesign Giugiaro unter Fabrizio Giugiaro, dem Sohn von Giorgetto Giugiaro, entworfen. Der Ford Mustang 2015 orientiert sich an vielen Designelementen des Giugiaro Ford Mustang.

## Styling
Im Jahr 2005 ging Fabrizio Giugiaro, der Styling-Direktor von Italdesign Giugiaro, zu Ford, um ein neues Konzept zu entwerfen, das von dem Ford Mustang der fünften Generation inspiriert war. Diese folgten den Entwürfen von Giorgetto Giugiaro, der nämlich auch am Entwurf des Bertone Mustang von 1965 sowie des Chevrolet Corvette Moray beteiligt war. Es ist die Interpretation des europäischen Stils des jüngeren Autodesigners für die Version 2005 des amerikanischen Pony Cars. Italdesign Giugiaro veränderte das Design von Innen und Außen. Das endgültige Konzept des Fahrzeugs ist kompakter und verjüngt mit einem kleineren hinteren Überhang, ist jedoch vorne um 30 mm und hinten um 80 mm breiter. Eine einzige Scheibe bildet die Windschutzscheibe sowie das Dach, das aus einer Art Kristall besteht, der alle UV-Strahlen herausfiltert, jedoch sichtbares Licht nicht polarisiert. Die Türen sind berührungsempfindlich und heben sich beim Öffnen von der A-Säule in einem 45-Grad-Winkel ab, ähnlich wie bei den klassischen Scherentüren des Lamborghini. Innen ist der Innenraum mit Aluminium und Leder verkleidet. Das Armaturenbrett, die Türverkleidungen, die Zifferblätter und Knöpfe, das Kombiinstrument sowie der Schalthebel wurden komplett überarbeitet. Das Auto verwendet auch Rückfahrkameras an beiden Türen anstelle von herkömmlichen Seitenspiegeln. Neue Lüftungsschlitze im Periskop-Stil sowie eine neue Sitzverkleidung  die einen an die Pony-Cars erinnern.

## Technik
Der Motor des Giugiaro Ford Mustang wurde von Italdesign Giugiaro mit Einspritzdüsen des Ford GT getunt und verfügt über einen größeren Lufteinlass mit einem Luftmassenmesser von 95 mm und einem konischen Luftfilter. Die Abgasströmung wird mit einem X-Rohr und Ford Racing Schalldämpfern verbessert. Der 4,6-Liter-V8-Motor leistet über 500 PS (373 kW) bei einem Ladedruck von 0,8 bar (11 psi). Der Giugiaro Mustang ist mit einem maßgeschneiderten Ford Racing-Handling-Paket ausgestattet, der die Stoßdämpfer, unteren Federn und dickere Stabilisatoren enthält. Diese Änderungen verringern auch die Fahrhöhe um 1,5 Zoll (38 mm).